# Suprasegmentales Merkmal
Suprasegmentale Merkmale (Suprasegmentalia) sind neben Prosodie und Intonation bestimmte Eigenschaften des Sprechaktes. Sie überlagern lautübergreifend die segmentalen Merkmale, sind jedoch zeitlich nicht auf diese begrenzt und kommen beispielsweise über Erscheinungen wie Akzent, Intonation und Rhythmus zum Ausdruck.
Extralinguistisch sind Suprasegmentalia von Bedeutung, weil sie Gefühle, Krankheiten und individuelle Besonderheiten andeuten.

## Phonetische Merkmale
Suprasegmentale Merkmale sind nicht einzelnen Segmenten, sondern ganzen Segmentketten zugeordnet, und haben folgende phonetische Merkmale:
- grundfrequenzabhängige Erscheinungen (Ton, Intonation). Der Sprachton dient als Unterscheidungskriterium in Tonsprachen,
- die von Grundfrequenz und Intensität abhängige Akzentstruktur (Akzent, dynamischer Akzent, musikalischer Akzent, Intensität),
- die temporale Ausprägung phonologischer Quantitätsrelationen und Pausen unter den verschiedenen Ausprägungen des Akzents und unter Variation des Sprechtempos.

## Phonologie
Die Phonologie arbeitet mit syntagmatischen Relationen zwischen lautlichen Einheiten. Die Prominenz spielt die wichtigste Rolle. Auf segmentaler Ebene äußert sich die phonetische „Prominenz“ als Sonorität, auf suprasegmentaler Ebene wiederum als „Akzent“.

## Unterschied zur Prosodie
Suprasegmentalia sind Merkmale, welche lautübergreifend (Laut) sind, sich also nicht an der sequentiellen Abfolge der Segmente von lautsprachlichen Äußerungen ausrichten. Die Äußerungen kommen zum Ausdruck a) signalphonetisch im Verlauf von Grundfrequenz und Intensität, sowie b) temporal bezüglich der Segmente und Pausen. Bei der Prosodie wiederum verlaufen segmentale Ebene und suprasegmentale Ebene synchron und können unabhängig voneinander wirken. Prosodie bezieht sich auf die Menge von suprasegmentalen Einheiten innerhalb eines bestimmten Bereiches im Sprechakt.

## Transkribierung
Die Tabelle zum Internationalen Phonetischen Alphabet (IPA) führt in einem eigenen Abschnitt Transkriptionszeichen zur Kennzeichen der Betonung für die wichtigsten suprasegmentalen Merkmale auf.